# Чёрный тюльпан (проект)

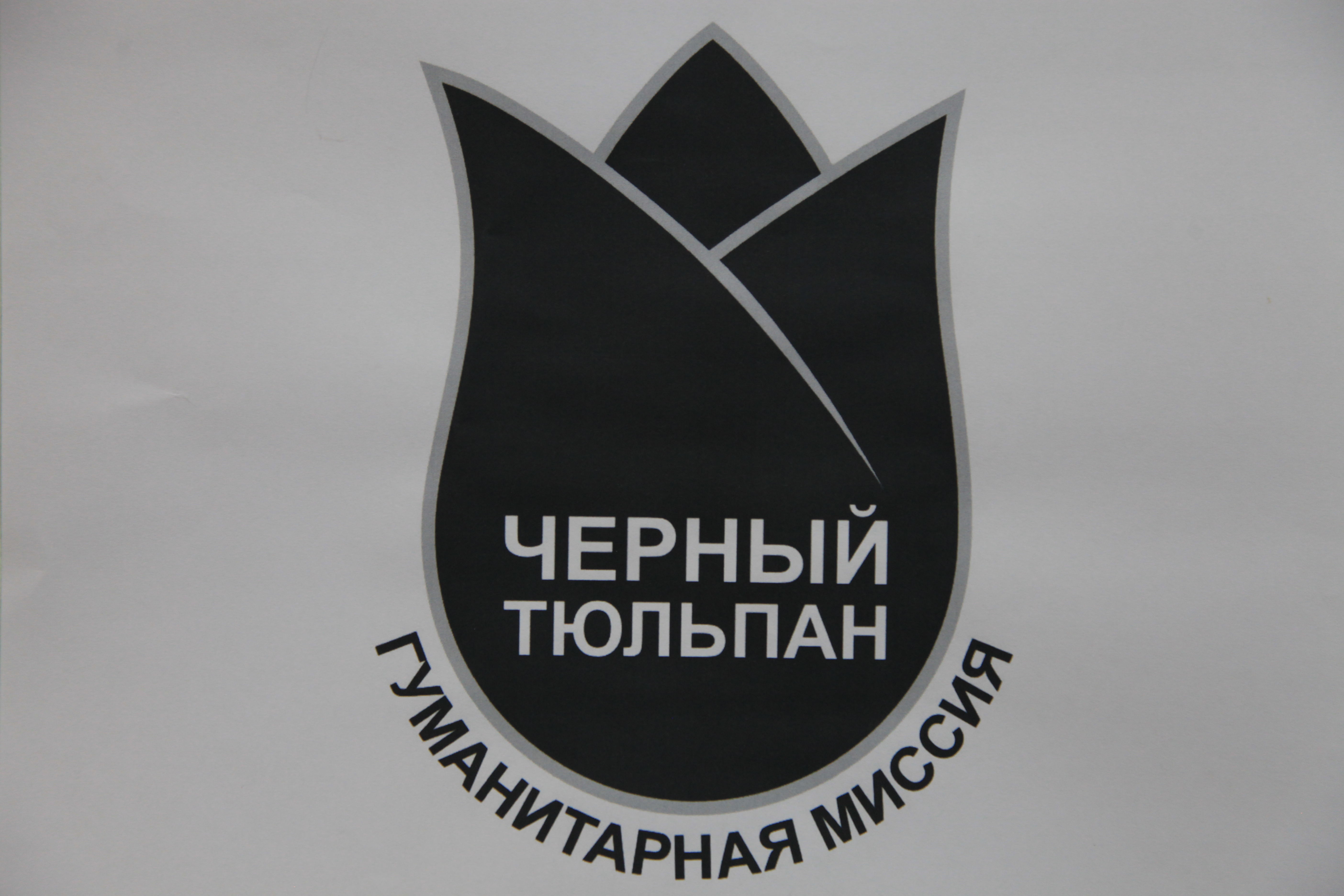
Эмблема Гуманитарной миссии «Черный Тюльпан»

Гуманитарная миссия «Черный Тюльпан» — проект всеукраинской общественной организации «Союз „Народная Память“», целью которого является поиск, эксгумация и вывоз погибших украинских военных в зоне АТО. Миссия реализовывалась в рамках Гуманитарного проекта Вооружённых Сил Украины «ЭВАКУАЦИЯ 200» (с 02 сентября 2014 по 30 сентября 2016). С 30 сентября 2016 года поисковики ВОО Союз «Народная Память» не привлекаются к реализации проекта «ЭВАКУАЦИЯ 200».

## История создания
«Чёрный Тюльпан» начал работу в зоне АТО со 2 сентября 2014 года по просьбе Вооружённых сил Украины, которые после боёв под Иловайском не смогли собрать тела погибших солдат. Комбатанты ДНР не допустили на контролируемые ими территории украинских военных для сбора тел погибших, но согласились на гражданскую волонтёрскую миссию. Позже «Чёрный Тюльпан» стал частью Гуманитарного проекта Вооружённых Сил Украины «Эвакуация 200» вместе с группами гражданско-военного сотрудничества Вооружённых Сил Украины и работниками Национального военно-исторического музея Украины.
С октября 2016 года гуманитарная миссия «Чёрный Тюльпан» и проект «Эвакуация 200» работают параллельно.

## Участники
- 30 негосударственных организаций (преимущественно членов Союза «Народная Память»).
- 101 волонтёр (88 волонтёров-поисковиков и 13 волонтёров административного отдела).

## Деятельность в зоне АТО

### 2014
Работы проводились в Донецкой области в Старобешевском, Амвросиевском и Шахтёрском районах.
В первую неделю поиск проводился в районе высоты Саур-Могила в треугольнике между населёнными пунктами Петровское, Степановка и Мариновка.
9 сентября на брифинге представители Вооружённых Сил Украины, Национального военно-исторического музея Украины и ВОО «Союз „Народная память“» рассказали о Гуманитарном проекте, его программе, контактных телефонах и первых результатах. Председатель правления ВОО «Союз „Народная память“» Ярослав Жилкин отметил, что по состоянию на утро 9 сентября в районе кургана Саур-Могила найдены и эвакуированы останки 18 военнослужащих. Они переданы для идентификации, с большой долей вероятности уже идентифицирован один человек.
Чуть позже поисковики проводили работы в районе Иловайска: с. Грабское, Многополье, Кутейниково. С ноября начали поиск погибших и в Антрацитовском районе Луганской области.
Всего за 89 дней поисковые группы проработали 27 населённых пунктов и прилегающую к ним территорию. Проведено вскрытие 49 мест захоронений погибших военнослужащих. Эксгумированы, эвакуированы и переданы представителям Министерства обороны Украины, тела около 180 погибших военнослужащих ВС Украины и других военных формирований. Установлены имена более двух десятков погибших. Опознаны они по найденным при них документам, личным вещам, сопутствующим материалам, а также по информации, которую поисковикам передавали выжившие военнослужащие, друзья и родственники погибших. По статистике удалось опознать каждого десятого погибшего.

### 2015
С 1 января по 30 апреля 2015 года Всеукраинская общественная организация «Союз „Народная Память“» под руководством Отдела гражданско-военного сотрудничества Вооружённых Сил Украины начала проводить второй этап работ по поиску, эксгумации, а также эвакуации тел военнослужащих ВС Украины и других военных формирований, которые погибли во время проведения антитеррористической операции на востоке Украины.
С начала 2015 года работы проводятся и в регионах Луганской области.
Донецкая область — это всё те же Старобешевский, Амвросиевский и Шахтёрский районы, а теперь и Ясиноватский и Бахмутский районы.
Луганская область — это Славяносербский, Новоайдарский и Перевальский районы.
Во время первого этапа миссии работы проводились в основном по эксгумации тел погибших на неподконтрольной Украине территории, с начала второго этапа (2015) работы проводятся в основном по транспортировке тел погибших из промежуточных моргов в морги города Днепра.
Такими промежуточными в Донецкой области являются морги городов: Донецк, Константиновка, Бахмут, Селидово, Мариуполь, Углегорск, Покровск, Дебальцево, Енакиево, Авдеевка.
В Луганской области — морги Луганска и Краснодона.
Всего за 120 дней поисковые группы работали в 14 населённых пунктах и прилегающим к ним территориям. Проведено вскрытие 11 мест захоронений погибших военнослужащих. Эксгумированы, эвакуированы и переданы представителям Министерства обороны Украины тела порядка 375 погибших военнослужащих ВС Украины и других военных формирований. Установлены имена большей половины погибших.
С 1 мая по 30 декабря 2015 года группами обследовано (половина из них повторно) 60 населённых пунктов.
Донецкая область — около 50, из них крупные: район г. Донецка, г. Бахмут, г. Покровск, г. Снежное, г. Углегорск, н. п. Курахово, Донецкий аэропорт.
Луганская область — порядка 10, из них: г. Северодонецк, н. п. Нижний Нагольчик, Раёвка, Дьяково.
Проведено 20 эксгумаций, транспортировок тел погибших — 43, эксгумированных (32) и транспортированных (65) тел — 97. Количество установленных личностей погибших — 60 (из тех, при ком были документы — 13).

### 2016
С началом года волонтёрам удалось объехать большое количество населённых пунктов зоны АТО, среди которых: г. Славянск, с. Спорное, г. Дебальцево, н. п. Кременная, г. Покровск, пос. Ямполь и другие.
Найдено, эвакуировано и транспортировано — 106 тел (фрагментов), найдено и доставлено в органы СМЭ (судебно-медицинской экспертизы) — 30 тел (фрагментов), эвакуировано — 7 тел (фрагментов), транспортировано из прифронтовой территории в органы СМЭ — 24 тела (фрагменты), доставлено родным для захоронения — 45 тел.

## Повышение квалификации
С начала существования гуманитарной миссии «Черный Тюльпан» её участники каждый год проходят курсы Международного Комитета Красного Креста, совершенствуя и улучшая навыки поисковых работ. Комитет ежегодно проводит тренинги, курсы, семинары и лекции по всему миру, посредством которых учат защищать пострадавших и предоставлять им необходимую помощь.